# Синопский археологический музей

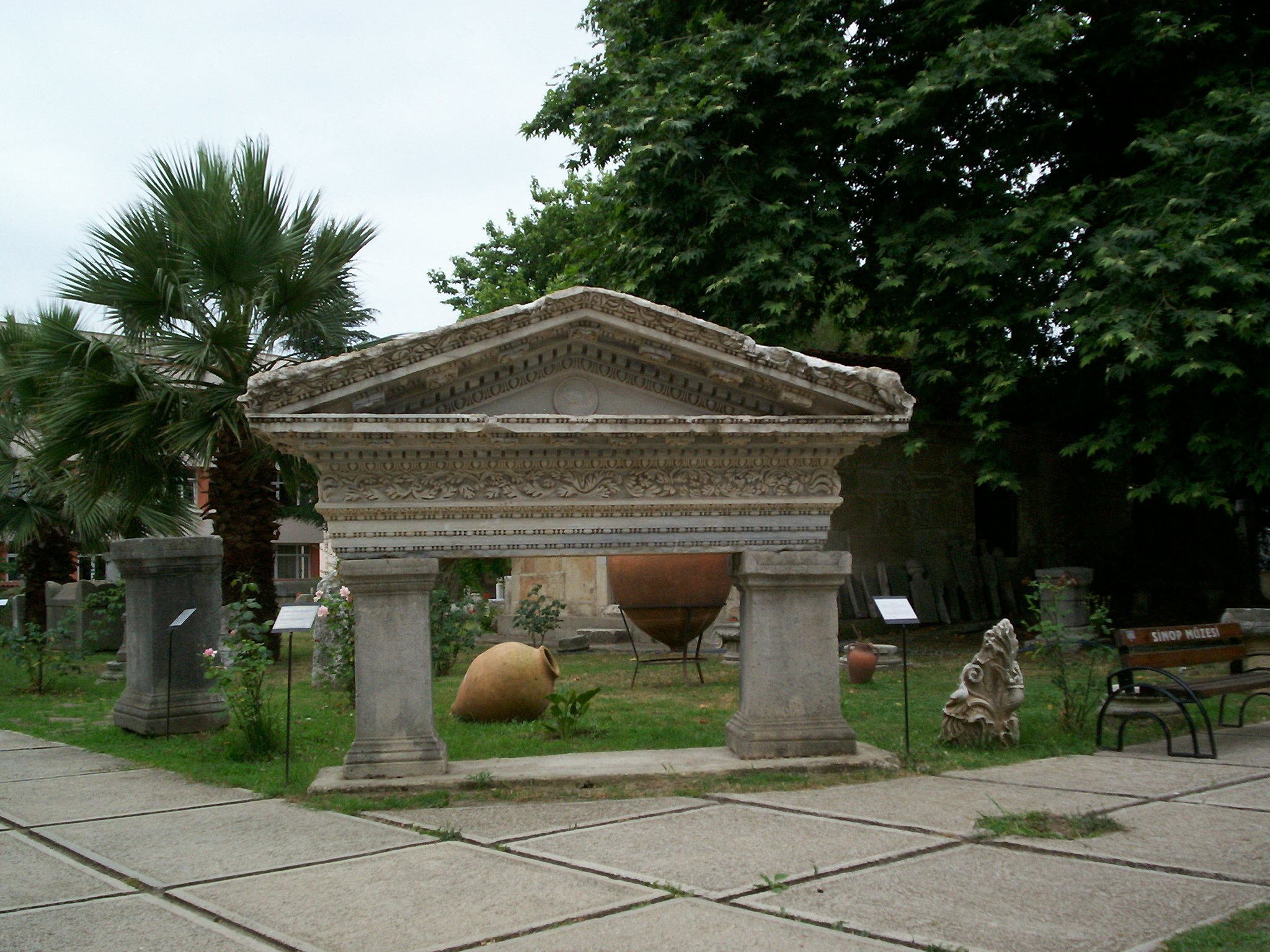
Выставка под открытым небом, посвящённая эпохе Римской империи во дворе музея.

Синопский археологический музей (тур. Sinop Arkeoloji Müzesi), также известный как Синопский музей (тур. Sinop Müzesi) ― национальный музей в Синопе (Турция), хранящий археологические артефакты, как найденные в пределах самого города, так и в его окрестностях

## История
В 1921 году артефакты и другие предметы, имевшие историческое и культурное значение, найденные в различных местах Синопа, были собраны и хранились в здании средней школы. В 1932 году эта коллекция была передана в медресе Перване, бывшую религиозную школу, где она и составила основу собрания Синопского музея. Здание было переоборудовано в музей, который был открыт для публики в 1941 году. В 1947 году был назначен первый директор музея.
В период с 1951 по 1953 год группа немецких и турецких археологов во главе с Людвигом Будде и Экремом Акургалом проводила раскопки в центре Синопа и в Коджагёз-Тумулис в Демирджикёе. Акургал предложил возвести в Синопе специальное музейное здание для хранения многочисленных артефактов. В 1968 году муниципальные власти Синопа подарили музею собственность в центре города, включавшую в себя гробницу эпохи государства Сельджукидов и руины серапеума, обнаруженные во время археологических раскопок.
Двухэтажное здание музея, расположенное на улице Окуллар, дом 2, в центре Синопа, было возведено в 1970 году. Реконструкция здания в 2001 году позволила музею модернизировать свою концепцию. Он вновь открылся в апреле 2006 года.

## Музейные коллекции

### Экспозиция под открытым небом
Руины серапеума, храма, посвящённого эллинистическому божеству Серапису, расположены в юго-западном углу музейной экспозиции под открытым небом. Он был обнаружен во время раскопок в 1951 году. Внутри прямоугольных руин храма были найдены терракотовые артефакты, архитектурные элементы и фигуры Сераписа, Диониса, Геракла, Исиды и Коры. Время постройки здания неизвестно, однако надпись указывает на то, что оно было посвящено Серапису.
Гробница Султан-хатун (тур. Sultan Hatun Türbesi), также находящаяся во дворе музея, известна на местном уровне как «Гробница дамы с зеркалом» (тур. Aynalı Kadın Türbesi). Согласно надписи, расположенной над арочными воротами гробницы, она была построена в июне 1395 года. В ней находятся три саркофага, в том числе один, принадлежащий дочери Сулеймана-паши. Паша был старшим сыном Орхана I, второго османского бея. Его дочь, умершая в 1395 году, была супругой Сулейман-бея Джандарида. Гробница, имеющая квадратную планировку, была построена из ясеня. Она увенчана деревянной крышей, покрытой турецкой черепицей вместо купола, характерного для зданий той эпохи, и имеет окна с трёх сторон.
Другие экспонаты, в том числе архитектурные элементы, вехи, надгробия, скульптуры из камня или мрамора, большие глиняные кувшины и мозаики выставлены в северной части экспозиции. Исламские надгробия, установленные к югу и западу от гробницы султана, создают впечатление кладбища.

### Экспозиции в здании музея
В коридоре у входа в музей располагаются скульптуры и бюсты. Здесь также выставлена каменная надпись, повествующая о соглашении, подписанном между Синопой и Гераклеей Понтийской (современный Эрегли) в IV веке до н. э.
В небольшой комнате c артефактами хранится посуда, металлические инструменты, вазы, терракотовые статуэтки и архитектурные элементы из серапеума, а также стеклянная посуда и артефакты из могил. Все они представлены в хронологическом порядке, начиная с раннего бронзового века (3300-2100 гг. до н. э.) до падения Византийской империи (1453 год). Мозаичное панно с изображением семи муз искусства, обнаруженное при раскопках в городском районе Мейданкапы, украшает центр этой экспозиции.

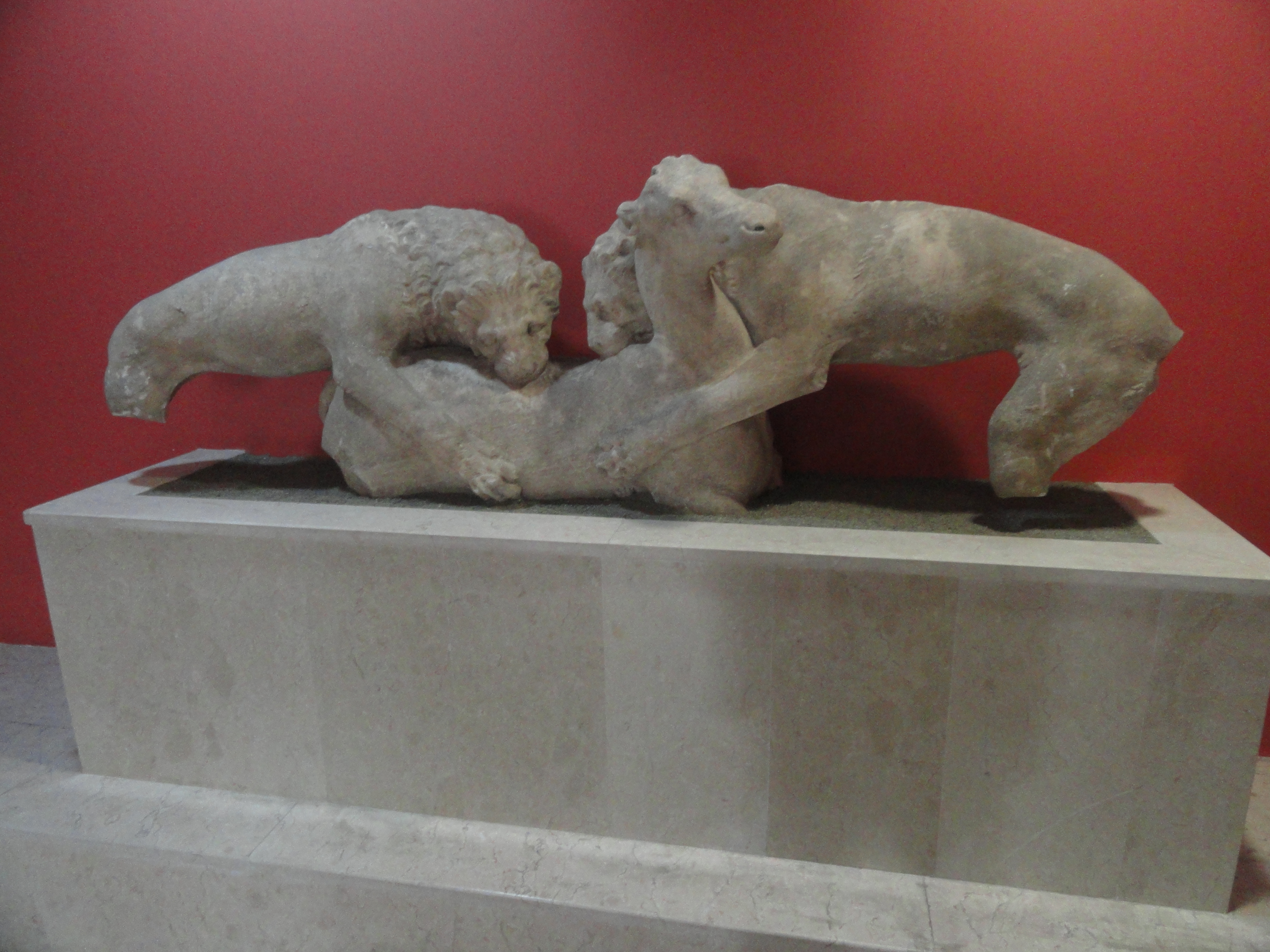
Мраморная скульптура, изображающая двух львов, нападающих на оленя, и датируемая IV веке до н. э.

Зал каменных артефактов, связанных с почитанием умерших, содержит образцы древнейших стел архаического периода в Анатолии. В частности в этом зале выставлена мраморная скульптура, изображающая двух львов, терзающих оленя, и саркофаг моряка.
В экспозиции, посвящённой монетам, представлены образцы первых серебряных монет, отчеканенных в Синопе, городские монеты и металлические деньги из сокровищниц Орду и Гелинджика, а также монеты византийской и сельджукской чеканки.
В зале икон представлены образцы из восточных православных церквей Синопа византийской эпохи. Они похожи на иконы, характерных для церквей России и Кипра.

#### Зал с амфорами
Во время французско-турецких раскопок, проводимых в период с 1994 по 2000 год в центре, а также районах Каракум и Демирджикей в Синопе, было обнаружено множество мастерских и печей по изготовлению амфор. Результаты исследования показали, что производство амфор, кирпича и черепицы занимало важнейшее место в экономике Синопа в эллинистический, римский и византийский периоды.